# Cyclosa pantanal
Cyclosa pantanal Levi, 1999 è un ragno appartenente alla famiglia Araneidae.

## Etimologia
Il nome della specie è riferito alla zona umida del Pantanal, nel cui territorio sono stati rinvenuti gli esemplari

## Caratteristiche
L'olotipo femminile ha dimensioni: cefalotorace lungo 1,7mm, largo 1,2mm; opistosoma lungo 3,8mm.

## Distribuzione
La specie è stata reperita nel Brasile centrale: nella zona umida del Pantanal, appartenente allo stato del Mato Grosso.

## Tassonomia
Al 2013 non sono note sottospecie e dal 1999 non sono stati esaminati nuovi esemplari.